# Coelaenomenodera coccinea
Coelaenomenodera coccinea es un insecto coleóptero de la familia Chrysomelidae.
Fue descrita científicamente en 1890 por Fairmaire.